# Rivetinidae
Famille
Les Rivetinidae sont une famille d'insectes de l'ordre des Mantodea.

## Répartition
Les espèces de cette famille se rencontrent dans les zones paléartique, afrotropicale et orientale.

## Description
Les rivetinidés se distinguent de tous les autres mantodéens par la combinaison des caractères suivants. Les espèces sont moyennes à grandes et brunâtres. Le vertex est sans processus et nettement convexe. Les renflements juxta-oculaires sont indistincts. La dilatation supracoxale est bien marquée. La métazone est au moins deux fois plus longue que la prozone. Les lobes apicaux du fémur antérieur présentent une épine et les fémurs antérieurs ont quatre épines discoïdales et de quatre à cinq épines postéro-ventrales. Les pattes médianes et postérieures sont sans lobes et sans épines. Les mâles sont mésoptères à macroptères, les femelles sont microptères à brachyptères et les deux sexes sont rarement aptères. Le tegmina présente un champ anal noir et élargi. Les élytres sont de couleur fumée avec un ocelle apical. Une oreille cyclopéenne est présente. La plaque supra-anale est allongée, triangulaire ou tronquée. Les cerques sont plus courts que la moitié de la longueur de l'abdomen et cylindriques. Les phallomères sont bien sclérifiés. Le phallomère ventral droit présente trois champs de pilosité et une crête ventrale très allongée. Les processus du complexe gauche sont séparés. Le phallomère ventral est sans lobe basal du côté droit. Le processus distal primaire est transloqué sur le côté gauche du phallomère ventral. Le processus distal secondaire latéral est présent et le processus distal médian secondaire se réduit à un lobe arrondi à la base du processus distal latéral secondaire. Les apophyses phalloïdes sont bifurquées. Le lobe antérieur est largement séparé du lobe postérieur avec une forme de tête d'oiseau et tuberculé ou pileux, le lobe postérieur est lui en forme d'épine forte. Le lobe membraneux est plus ou moins pileux. La lamelle dorsale du phallomère gauche est sans lobe arrondi.

## Systématique
La dénomination de cette famille est attribuée aux entomologistes Reinhard Ehrmann (d) et Roger Roy et elle a pour genre type Rivetina Berland & Chopard, 1922.

### Publication  originale
- (de) R. Ehrmann, Mantodea, Gottesanbeterinnen der Welt, 2002, Natur und Tier, Verlag Gmbh, Münster, 519 pages.

### Liste des sous-familles et des genres
Cette famille est divisée en deux sous-familles :
- Sous-famille des Rivetininae Ehrmann & Roy, 2002
- Tribu des Rivetinini Ehrmann & Roy, 2002
  - Teddia Burr, 1899
  - Rivetina Berland & Chopard, 1922
  - Rivetinula La Greca, 1977
  - Pararivetina Beier, 1931
  - Bolivaria Stål, 1877
  - Geomantis Pantel, 1896
  - Microthespis Werner, 1908
- Tribu des Ischnomantini Giglio-Tos, 1916
  - Eremoplana Stål, 1877
  - Ischnomantis Stål, 1877

- Sous-famille des Deiphobinae Schwarz & Roy, 2019
- Tribu des Deiphobini Schwarz & Roy, 2019
  - Deiphobe Stål, 1877
  - Deiphobella Giglio-Tos, 1916
  - Indothespis Werner, 1935
- Tribu des Cotigaonopsini Schwarz & Roy, 2019
  - Cotigaonopsis Vyjayandi, 2009